# دهستان یولاگلدی
دهستان یولاگلدی به مرکزیت عظیم کندی، یکی از دهستان‌های  بخش مرکزی شهرستان شوط در استان آذربایجان غربی در کشور ایران است. 
براساس سرشماری مرکز آمار ایران در سال ۱۳۹۵، جمعیت این دهستان برابر با ۱۲٬۸۷۱ نفر (۳٬۳۵۸ خانوار) بوده‌است. 